# صالح الأشتر
صالح الأشتر (1346- 1413 هـ/ 1927- 1992 م) بحَّاثة ومحقق سوري، وكاتب ناقد، وأديب شاعر. وأستاذ جامعي. وهو شقيق الدكتور عبد الكريم الأشتر.

## ولادته وتحصيله
وُلد صالح بن محمد الأشتر في حيٍّ شعبي من أحياء حلب يُعرف بحي قسطل الحرمين ويحرِّفه العامَّة إلى قسطل الحرامي، عام 1346هـ/ 1927م. لأبوين أميَّين هما: محمد الأشتر، وسامية بنت الشيخ بكري الناطور.
تلقَّى تعليمه في مدارس حلب، فدرس المرحلة الابتدائية في المدرسة الهاشمية في حي أقيول، ونال شهادتها عام 1939. ثم درس المرحلة الإعدادية في مدرسة التجهيز الثانية في حي الفرافرة، وكان فيها مقدَّمًا بين زملائه، مقرَّبًا من أساتذته. وفيها عرف أستاذه خليل الهنداوي الذي تأثر به في تجويد الإلقاء والإقبال على الكتابة الأدبية. ثم انتقل إلى مدرسة التجهيز الأولى التي صار اسمها (ثانوية المأمون)، وحصل منها على شهادة (البكالوريا الأولى) القسم الأدبي، و(البكالوريا الثانية) قسم الفلسفة، عام 1946. ومن أساتذته فيها الباحث المؤرِّخ نور الدين حاطوم، والشاعر عمر يحيى.
ثم التحقَ بكلية الآداب في الجامعة السورية أول افتتاحها (جامعة دمشق اليوم) عام 1946، وبالمعهد العالي للمعلمين الذي يمنح الدارسين فيه شهادة في التربية تسمَّى أهلية التعليم الثانوي. وكان متفوِّقًا في الكلية ومحورَ النشاط الأدبي فيها. ومن أساتذته فيها: شاعر الشام شفيق جبري (عميد الكلية)، وأمجد الطرابلسي، وسعيد الأفغاني، وإبراهيم الكِيلاني، وعادل العوَّا، وعز الدين التنوخي، ومحمد بهجة البَيطار، وحكمة هاشم، وجميل صليبا. ومن زملاء دفعته الأولى في الكلية: أحمد راتب النفاخ الذي صار شيخ العربية في الشام، والباحث الأديب فريد جحا. وحصل على الإجازة في الآداب (بكالوريوس) بمرتبة الامتياز عام 1950، مع شهادة أهلية التعليم الثانوي.

ثم عاد إلى مدينته حلب فعُيِّن مدرِّسًا للغة العربية في ثانوية المأمون التي تخرَّج فيها، ولكن لم يلبث أن أوفدَ إلى باريس لإكمال دراسته العليا، فحصل من جامعة السوربون على شهادة دكتوراه الدولة في الآداب، عام 1954، بمرتبة شرف. وكان موضوع رسالته (البحتري: شاعر عربي من القرن الثالث الهجري) بإشراف المستشرق ريجيس بلاشير. وبقيت رسالته هذه مخطوطةً باللغة الفرنسية، ثم هيَّأ العمل فيها من جديد باللغة العربية، ولكنه توفي دون أن يخرجها.

صالح الأشتر في شبابه

## عمله ووظائفه
أول عودته من باريس عام 1954 عُيِّن مفتشًا أولَ للغة العربية في المِنطقة الشمالية. ثم انتقل في نهاية عام 1955 إلى التدريس الجامعي، في كلية الشريعة بجامعة دمشق، التي كانت افتُتحت في العام السابق. درَّس فيها كتابًا أعدَّه من مغني اللبيب لابن هشام، بعنوان (صفحات من مغني اللبيب) تلخيص وتوضيح لبعض الأدوات من كتاب المغني.
وحين قامت الوحدة بين سورية ومصر انتقل إلى كلية الآداب في جامعة دمشق، وأمضى فيها خمس سنوات من 1958 إلى 1963.
ثم رحل إلى المملكة العربية السعودية فأصبح أستاذًا في جامعة الرياض (التي صارت جامعة الملك سعود)، وكُلِّف رئاسةَ قسم اللغة العربية فيها من 1963 إلى 1964. ولكنهم استغنَوا عن خِدْماته لشعر هزلي شاع له، لم يُرضِ المسؤولين في الجامعة، فانتقل إلى المملكة المغربية أستاذًا بكلية الآداب في جامعة محمد الخامس من 1964 إلى 1978. وتنقَّل بين فروع الجامعة في تطوان وفاس والرباط. وفي عام 1977 أمضى شهرين أستاذًا زائرًا في جامعة قطر.
وعمل في الصِّحافة فرَأَسَ تحرير مجلة «الجندي» التي يُشرف عليها قسم التوجيه المعنوي في القوات المسلَّحة السورية، من 1961 إلى 1963، وأشرف على سلسلة أدبية للشباب.
ومثَّل بلاده في العديد من المنتديات والملتقيات الأدبية والعلمية.
وعمل بالتجارة في حلب مع الإقبال على القراءة إلى وفاته.
وقيل: كان عضوًا في اتحاد الكتَّاب العرب بدمشق.

## تحقيقاته ومؤلفاته

### في التحقيق
1. أخبار البحتري، لأبي بكر محمد بن يحيى الصُّولي، 1958م.
2. إعتاب الكتَّاب، لابن الأبَّار، 1961م.
3. الهفَوات النادرة، لأبي الحسن غرس النعمة محمد بن هلال الصابئ، 1967م.[11]

### في التأليف
1. أندلسيات شوقي: أدب شوقي في المنفى وأثر الأندلس في شخصيته وفنه، 1959م.
2. في شعر النكبة: أصداء نكبة فلسطين في الشعر العربي المعاصر، 1960م.
3. مأساة فلسطين وأثرها في الشعر المعاصر، 1961م.[12]
4. ألوان في التصحيف والتحريف في كتب التراث، 1992م.
5. البحتري، وعنه اختُصرت ترجمة البحتري في الطبعة الجديدة لدائرة المعارف الإسلامية.[5]
6. أعلام مبرِّزون من الشرق والغرب.
7. صفحات من مغني اللبيب: تلخيص وتوضيح لبعض الأدوات من كتاب المغني (مخطوط).
8. صور من الذكريات (مخطوط).
9. صلاة إلى المغرب (ديوان شعري مخطوط).
10. أحبكِ (ديوان شعري مخطوط).
11. مثالب حب (ديوان شعري مخطوط).
12. مسرحية عنترة، لشكري غانم، قدم لها بدراسة مع مراجعة ترجمتها، 1963م.

### كتابات للناشئة
شارك في كتابة عشرة أجزاء ضمن سلسلة المعارك والبطولات العربية والإسلامية، وهي:
1. معركة ذي قار.
2. معركة بدر الكبرى.
3. معركة أحُد.
4. معركة عمورية.
5. معركة الحدث الحمراء.
6. معركة فتح القسطنطينية.
7. معركة وادي المخازن.
8. معركة بلاط الشهداء.
9. معركة الأرك.
10. معركة وادي لكَّة.

## مقالاته وشعره

### مقالاته
له مقالاتٌ علمية وأدبية في موضوعات متنوعة، منها افتتاحياته لمجلة الجندي حين كان رئيسًا لتحريرها، ومنها مقالات وبحوث نشرها في مجلة مجمع اللغة العربية بدمشق وغيرها، منها: ابن هشام أنحى من سيبويه، أوراق فارس الخوري، الحيوان في صوره الإنسانية، مختارات ممَّا لم ينشر من شعر البحتري (أربع مقالات)، ألوان من التصحيف والتحريف، الأعشى صنَّاجة العرب، أثر الكواكبي في النهضة العربية، الحرب والسِّلم في الشعر الجاهلي، المضمون في الشعر الجديد وروح العصر، أدب المناظرات في العصر العباسي، خالد بن يزيد الكاتب.
ولأخيه الباحث الناقد عبد الكريم الأشتر مقالة بعنوان: (الدكتور صالح الأشتر: خيوط من حياته).

### شعره
تميَّز شعر صالح الأشتر بالعذوبة والبُعد عن التكلُّف، وغزارة المادة الوِجدانية، والميل إلى الصور الحسية. وتأثَّر بالشعراء الرمزيين الفرنسيين خاصة، وتنوَّعت موضوعاتُ شعره بين السياسة والمرأة والتأمُّل الفكري. وكتبَ القصيدة والموشحة، وأخذ بتنويع القوافي. له قصيدة أوردها سامي الكيالي في ترجمته للأشتر، ضمن كتابه «محاضرات عن الحركة الأدبية في حلب»، وقصيدة «الجلباب والبحر» نُشرت في مجلة المعرفة الصادرة عن وِزارة الثقافة، دمشق 1966. وقصيدة «قبل الرحيل» نُشرت في مجلة الثقافة، دمشق 1976، وله مجموعة شعرية لا تزال مخطوطة، لدى ولده مازن الأشتر بدمشق. والقى بعض شعره في الإذاعات العربية وفي بعض المواسم الثقافية، منها مهرجان ابن زيدون في الرباط عام 1975م بدعوة من وِزارة الثقافة المغربية، وفاز بجائزة المهرجان. ومال في آخر أيامه إلى نظم الشعر في أحفاده الصغار.
ومن شعره من قصيدة (الرجل الذي مات ظلُّه):

## صفاته
وصفه أخوه عبد الكريم الأشتر بقوله: «كان شديدَ الحرص على ترتيب شؤونه، بعيدَ الطموح، منظمَ الذهن، لا يقبل أن يسبقَه إنسانٌ من حوله في كل ميدان يدخله. وكان الأولَ في دراسته دومًا، ولا يكاد يطيق أن يرى من يُزيحه أو ينافسه على التقدم. وكان حادَّ المِزاج بالغَ الحساسية، وكان خطه واضحًا، فائقَ الأناقة، بالغَ الجمال. وحين وقعت نكبةُ فلسطين خلَّفت في نفسه أسًى عميقًا صاحبَه إلى نهاية عمره، حتى إنه جعل في الترجمة الذاتية لنفسه (من هزائمنا المتوالية في فلسطين) الأثرَ الثانيَ في أدوار حياته كلها. كان أستاذه في الدكتوراه بلاشير راضيًا عنه كل الرضا، وكان يقرأ مع طلبته كتاب الصاحبي لابن فارس، فإذا عسر عليه قراءة بعض الألفاظ المصحَّفة وجد تصحيحها لدى تلميذه صالح، وقد سمعته يذكره في محاضرة ألقاها عام 1953 في دار الكتب الوطنية بحلب، وامتدح فيها جِدَّه ومتانة تكوينه».

## مرضه ووفاته
في مطلع عام 1992م أحسَّ بآثار داء السرطان الذي فتك بإحدى كُليتيه، وخضع لجِراحة استأصل بها الورم، ولكنه ازداد انتشارًا بعدها. إلى أن توفي في حلب ليلةَ الأحد 17 صفر 1413هـ الموافق 16 أغسطس (آب) 1992م، ودُفن ظهرًا في القبر الذي ضمَّ جثمان أمِّه التي كانت توفيت عام 1958م.

## الملاحظات
1. ↑  هذه الإحالة هي على الطبعة الثانية الصادرة عام 2003م، وليست على الطبعة الأولى. وقد حُذفت ترجمة صالح الأشتر من الطبعة الثالثة للكتاب الصادرة عام 2019م، منسوبة إلى الدكتور نزار أباظة وحدَه!
2. ↑  كذا ذُكر في موقع معجم البابطين لشعراء العربية أن صالح الأشتر كان عضوًا في اتحاد الكتَّاب العرب! وفيما يبدو هو مجرَّد وهم، فقد خلا دليلُ أعضاء اتحاد الكتَّاب من ذِكر له! وإنما ذُكر أخوه عبد الكريم الأشتر ضمن أعضاء الاتحاد.

## وصلات خارجية
- أرشيف الشارخ للمجلات الأدبية والثقافية العربية | صالح الأشتر